# Neoperla oculata
Neoperla oculata är en bäcksländeart som beskrevs av Banks 1924. Neoperla oculata ingår i släktet Neoperla och familjen jättebäcksländor. Inga underarter finns listade i Catalogue of Life.